# 公馆镇 (茂名市)
公馆镇，是中华人民共和国广东省茂名市茂南区下辖的一个乡镇级行政单位。
曾经是茂名市市区所在地，西邻化州市。

## 历史沿革
清代属茂名县。民国30年(1941)属茂名县三区卫安乡。1950年为茂名县3区，1953年改为9区。1958年划属茂名市，成立公馆人民公社。1983年改为区，1987年改为镇，列为沿海经济开放区重点工业卫星镇。
辖22个村民委员会和2个居委会，210个村，面积114平方公里。人口5.98万人（1988年），农业人口90.6％。

## 地理
地处粤西鉴江平原中部，西北部为低丘台地，东南部是平原，气候温和，雨量充沛。

### 行政区划
公馆镇下辖以下地区：
公馆社区、河之口村、油甘窝村、东华岭村、大山岭村、十万七村、旧村、书房岭村、大埠口村、横山村、造腾村、周坑村、蒲炉塘村、下山村、新田坡村、荔枝塘村、艾屋村、坡塘村、甘底村、下垌村、黄泥塘村、乌石垌村和竹仔岭村。

## 交通
交通便利，S372省道（化牛公路）、茂高公路在镇区交汇，油城路将镇驻地与市城区连为一体，镇内公路四通八达，村村通公路。河茂铁路横穿东西，茂名西站设在镇内。水路交通由白沙河连接吴川等地。

## 经济
农作物主要有水稻、番薯、花生、甘蔗、龙眼、黄烟和蔬菜等。多年来调整农业产业结构，实行集约经营和统分结合的双层经营体制，建立了鱼、肉、果菜、粮、油、糖7大商品基地，初步形成了城郊型农业。
有工业企业414家，有年产12万吨的水泥厂和32家红砖厂等骨干企业，形成了建材、塑料、建筑、制冰、制氧和乙炔、五金制品、陶瓷、制衣、电子电器、竹藤工艺、食品加工、纺织、印刷等工业行业。
商户1305户，其中国营8户，集体287户，个体1010户。1988年工农业总产值7932亿元，其中农业总产值5618万元，工业总产值2314万元，集市贸易额9875万元，社会商品零售额6800万元。

## 科教文卫
1988年有职业中学1所，普通中学4所，小学26所，幼儿园1所，文化娱乐场所25个，其中影剧院2座，录像场6个，文化室17个，群众文化生活有文艺创作、琴棋书画、舞狮、戏剧、歌舞、曲艺等，医疗保健设施有卫生院1所，卫生站20多个。

## 镇区
镇区，即公馆圩，位于油城一路起点处，紧靠茂名西站，距市中心7公里。始建于清代。当时有一座名为“赋林坟”的墓地，祭扫人多，远道的在此搭棚歇脚避风雨，习称“公屋”，有小贩在此设点经商，日久成圩，人称“公馆“。

### 书目
- 茂名市地方志编纂委员会.  第一版. 郑州: 生活·读书·新知三联书店. 1997. ISBN 7-108-01088-7. OCLC 46859198.